# Naponee
Naponee és una població dels Estats Units a l'estat de Nebraska. Segons el cens del 2000 tenia 132 habitants.

## Demografia
Segons el cens del 2000, Naponee tenia 132 habitants, 55 habitatges, i 40 famílies. La densitat de població era de 221,6 habitants per km².
Dels 55 habitatges en un 29,1% hi vivien nens de menys de 18 anys, en un 69,1% hi vivien parelles casades, en un 5,5% dones solteres, i en un 25,5% no eren unitats familiars. En el 21,8% dels habitatges hi vivien persones soles el 9,1% de les quals corresponia a persones de 65 anys o més que vivien soles. El nombre mitjà de persones vivint en cada habitatge era de 2,4 i el nombre mitjà de persones que vivien en cada família era de 2,78.
Per edats la població es repartia de la següent manera: un 22% tenia menys de 18 anys, un 6,1% entre 18 i 24, un 25,8% entre 25 i 44, un 24,2% de 45 a 60 i un 22% 65 anys o més.
L'edat mediana era de 42 anys. Per cada 100 dones de 18 o més anys hi havia 98,1 homes.
La renda mediana per habitatge era de 29.375 $ i la renda mediana per família de 33.250 $. Els homes tenien una renda mediana de 31.563 $ mentre que les dones 15.833 $. La renda per capita de la població era d'11.866 $. Aproximadament el 12,2% de les famílies i el 12,3% de la població estaven per davall del llindar de pobresa.

## Poblacions més properes
El següent diagrama mostra les poblacions més properes.